# Giro de Toscana
O Giro de Toscana (oficialmente:Giro della Toscana) é uma corrida de ciclismo italiana de um dia disputada na província de Arezzo em Toscana, concretamente com a saída em Sansepolcro e a chegada em Arezzo.
Foi criada em 1923. As edições de 1933 e 1934 foram corridas por etapas para corredores amadores. O Giro de Toscana designou ao campeão da Itália em 1946, 1967 e 1986. Desde a criação dos Circuitos Continentais UCI em 2005 faz parte no Circuito Continental do UCI Europe Tour, dentro da categoria 1.1.

## Edições profissionais
| Ano                              | Vencedor                 | Segundo                  | Terceiro                 |
| -------------------------------- | ------------------------ | ------------------------ | ------------------------ |
| 1923                             | Costante Girardengo      | Federico Gay             | Giovanni Brunero         |
| 1924                             | Costante Girardengo      | Pietro Linari            | Michele Gordini          |
| 1925                             | Nello Ciaccheri          | Marco Giuntelli          | Giovanni Del Taglio      |
| 1926                             | Alfredo Binda            | Costante Girardengo      | Domenico Piemontesi      |
| 1927                             | Alfredo Binda            | Domenico Piemontesi      | Giovanni Brunero         |
| 1928                             | Alessandro Catalani      | Colombo Neri             | Mario Pomposi            |
| 1929                             | Leonida Frascarelli      | Siro Magagnini           | Marco Giuntelli          |
| 1930                             | Pio Caimmi               | Alfredo Binda            | Luigi Marchisio          |
| 1931 edição não realizada        |                          |                          |                          |
| 1932                             | Learco Guerra            | Luigi Giacobbe           | Alfredo Binda            |
| 1933 edição não realizada        |                          |                          |                          |
| 1934                             | Mario Cipriani           | Giuseppe Martano         | Adriano Vignoli          |
| 1935                             | Mario Cipriani           | Giuseppe Martano         | Giuseppe Olmo            |
| 1936                             | Giovanni Cazzulani       | Mario Cipriani           | Giovanni Gotti           |
| 1937                             | Olimpio Bizzi            | Glauco Servadei          | Giovanni Valetti         |
| 1938                             | Mario Vicini             | Learco Guerra            | Ruggero Balli            |
| 1939                             | Gino Bartali             | Mario Vicini             | Olimpio Bizzi            |
| 1940                             | Gino Bartali             | Mario Vicini             | Sebastiano Torchio       |
| 1941                             | Fausto Coppi             | Gino Bartali             | Gino Fondi               |
| 1942                             | Vito Ortelli             | Gino Bartali             | Glauco Servadei          |
| 1943                             | Olimpio Bizzi            | Glauco Servadei          | Gino Bartali             |
| 1944-1945 edições não realizadas |                          |                          |                          |
| 1946                             | Aldo Ronconi             | Gino Bartali             | Vito Ortelli             |
| 1947                             | Bruno Pasquini           | Nedo Logli               | Alfredo Martini          |
| 1948                             | Gino Bartali             | Luciano Maggini          | Sergio Maggini           |
| 1949                             | Fiorenzo Magni           | Danilo Barozzi           | Leo Castellucci          |
| 1950                             | Gino Bartali             | Primo Volpi              | Giulio Bresci            |
| 1951                             | Loretto Petrucci         | Giuseppe Minardi         | Franco Giacchero         |
| 1952                             | Rinaldo Moresco          | Franco Giacchero         | Angelo Conterno          |
| 1953                             | Gino Bartali             | Elio Brasola             | Giovanni Pettinati       |
| 1954                             | Fiorenzo Magni           | Armando Barducci         | Pasquale Fornara         |
| 1955                             | Arigo Padovan            | Franco Aureggi           | Tranquillo Scudellaro    |
| 1956                             | Nello Fabbri             | Cleto Maule              | Guido De Santi           |
| 1957                             | Alfredo Sabbadin         | Emilio Bottecchia        | Giorgio Albani           |
| 1958                             | Willy Vannitsen          | Guido Carlesi            | Giorgio Albani           |
| 1959                             | Adriano Zamboni          | Angelo Conterno          | Guido Boni               |
| 1960                             | Nino Defilippis          | Adriano Zamboni          | Guido Carlesi            |
| 1961                             | Marino Fontana           | Adriano Zamboni          | Rino Benedetti           |
| 1962                             | Guido Carlesi            | Diego Ronchini           | Dino Liviero             |
| 1963                             | Vito Taccone             | Vittorio Adorni          | Imerio Massignan         |
| 1964                             | Giorgio Zancanaro        | Roberto Poggiali         | Aldo Moser               |
| 1965                             | Luciano Sambi            | Imerio Massignan         | Renzo Baldan             |
| 1966                             | Rudi Altig               | Dino Zandegù             | Felice Gimondi           |
| 1967                             | Franco Balmamion         | Michelle Dancelli        | Vittorio Adorni          |
| 1968                             | Franco Bitossi           | Adriano Durante          | Marino Basso             |
| 1969                             | Giorgio Favaro           | Ernesto Jotti            | Attilio Rota             |
| 1970                             | Gianfranco Bianchin      | Ernesto Jotti            | Romano Tumellero         |
| 1971                             | Giancarlo Polidori       | Antoine Houbrechts       | Arturo Pecchielan        |
| 1972                             | Josef Fuchs              | Georges Pintens          | Giuseppe Perletto        |
| 1973                             | Roger De Vlaeminck       | Roberto Poggiali         | Fabrizio Fabbri          |
| 1974                             | Francesco Moser          | Franco Bitossi           | Sigfrido Fontanelli      |
| 1975                             | Tino Conti               | Franco Bitossi           | Roger De Vlaeminck       |
| 1976                             | Francesco Moser          | Walter Riccomi           | Pierino Gavazzi          |
| 1977                             | Francesco Moser          | Roger De Vlaeminck       | Alfio Vandi              |
| 1978                             | Giuseppe Perletto        | Pierino Gavazzi          | Giuseppe Martinelli      |
| 1979                             | Mario Noris              | Giuseppe Fatato          | Renato Laghi             |
| 1980                             | Nazzareno Berto          | Giuseppe Saronni         | Pierino Gavazzi          |
| 1981                             | Gianbattista Baronchelli | Pierino Gavazzi          | Francesco Moser          |
| 1982                             | Francesco Moser          | Gianbattista Baronchelli | Alfio Vandi              |
| 1983                             | Alfons De Wolf           | Massimo Ghirotto         | Riccardo Magrini         |
| 1984                             | Gianbattista Baronchelli | Bruno Leali              | Giuliano Pavanello       |
| 1985                             | Ezio Moroni              | Giovanni Mantovani       | Jens Veggerby            |
| 1986                             | Claudio Corti            | Roberto Visentini        | Massimo Ghirotto         |
| 1987                             | Renato Piccolo           | Claudio Chiappucci       | Roberto Pagnin           |
| 1988                             | Ron Kiefel               | Silvano Contini          | Daniele Pizzol           |
| 1989                             | Maurizio Fondriest       | Dmitri Konyschew         | Gianbattista Baronchelli |
| 1990                             | Marco Saligari           | Marco Lietti             | Roberto Pagnin           |
| 1991                             | Massimiliano Lelli       | Leonardo Sierra          | Giorgio Furlan           |
| 1992                             | Giorgio Furlan           | Leonardo Sierra          | Gianni Faresin           |
| 1993                             | Massimiliano Lelli       | Leonardo Sierra          | Stefano Della Santa      |
| 1994                             | Francesco Casagrande     | Pascal Richard           | Massimo Ghirotto         |
| 1995                             | Massimo Podenzana        | Denis Zanette            | Alberto Elli             |
| 1996 edição não realizada        |                          |                          |                          |
| 1997                             | Sergio Barbero           | Michele Bartoli          | Vladimir Poulnikov       |
| 1998                             | Francesco Secchiari      | Stefano Faustini         | Massimo Donati           |
| 1999                             | Luca Scinto              | Nicola Miceli            | Alessandro Spezialetti   |
| 2000                             | Ruslan Ivanov            | Sergio Barbero           | Gianluca Bortolami       |
| 2001                             | Gorazd Štangelj          | Pascal Hervé             | Pablo Lastras            |
| 2002                             | Alexandr Shefer          | Paolo Bettini            | Giuseppe Palumbo         |
| 2003                             | Rinaldo Nocentini        | Massimo Giunti           | Tadej Valjavec           |
| 2004                             | Matteo Tosatto           | Alberto Ongarato         | Dmitri Konyschew         |
| 2005                             | Daniele Bennati          | Mijailo Jalilov          | Marco Velo               |
| 2006                             | Przemysław Niemiec       | Giuliano Figueras        | Volodymyr Duma           |
| 2007                             | Vincenzo Nibali          | Matteo Priamo            | Borís Shpilevski         |
| 2008                             | Mattia Gavazzi           | Francesco Chicchi        | Gabriele Balducci        |
| 2009                             | Alessandro Petacchi      | Manuel Belletti          | Ruggero Marzoli          |
| 2010                             | Daniele Bennati          | Marco Marcato            | Caleb Fairly             |
| 2011                             | Daniel Martin            | Mauro Santambrogio       | Miguel Ángel Rubiano     |
| 2012                             | Alessandro Ballan        | Carlos Alberto Betancur  | Valerio Agnoli           |
| 2013                             | Mattia Gavazzi           | Ivan Rovny               | Taylor Phinney           |
| 2014                             | Pieter Weening           | Jérôme Baugnies          | Roman Maikin             |
| 2015 edição não realizada        |                          |                          |                          |
| 2016                             | Daniele Bennati          | Sonny Colbrelli          | Giovanni Visconti        |
| 2017                             | Guillaume Martin         | Giovanni Visconti        | Mattia Cattaneo          |
| 2018                             | Gianni Moscon            | Romain Bardet            | Domenico Pozzovivo       |
| 2019                             | Giovanni Visconti        | Egan Bernal              | Nicolai Cherkasov        |
| 2020                             | Fernando Gaviria         | Robert Stannard          | Ethan Hayter             |
| 2021                             | Michael Valgren          | Alessandro De Marchi     | Diego Ulissi             |
| 2022                             | Marc Hirschi             | Lorenzo Rota             | Daniel Felipe Martínez   |
| 2023                             | Pavel Sivakov            | Richard Carapaz          | Felix Großschartner      |
| 2024                             | Clément Champoussin      | Michael Storer           | Jordan Jegat             |
| 2025                             |                          |                          |                          |

## Edições amadoras
| Ano  | Ganhador          | Segundo       | Terceiro          |
| ---- | ----------------- | ------------- | ----------------- |
| 1933 | Tamberi           | Del Cancia    | Andretta          |
| 1934 | Renato Scorticati | Ruggero Balli | Agostino Bellandi |

## Palmarés por países
| País           | Vitórias |
| -------------- | -------- |
| Itália         | 80       |
| Bélgica        | 3        |
| Suíça          | 2        |
| Alemanha       | 1        |
| Estados Unidos | 1        |
| Moldávia       | 1        |
| Eslovênia      | 1        |
| Cazaquistão    | 1        |
| Polónia        | 1        |
| Irlanda        | 1        |
| Países Baixos  | 1        |
| França         | 1        |
| Colômbia       | 1        |
| Dinamarca      | 1        |